# Кизилжар (Сариагаський район)
Кизилжа́р (каз. Қызылжар) — село у складі Сариагаського району Туркестанської області Казахстану. Адміністративний центр Кзилжарського сільського округу.
Населення — 6168 осіб (2021; 5089 у 2009, 4226 у 1999, 3473 у 1989).